# Doogie White
Douglas "Doogie" White est un chanteur écossais né en 1960 à Motherwell. Il est connu pour avoir chanté pour des groupes ou artistes renommés de la scène hard rock ou heavy metal tels Ritchie Blackmore's Rainbow, Yngwie Malmsteen, Tank, Michael Schenker's Temple of Rock ou Alcatrazz.

## Discographie

### Alcatrazz
- 2021 - V

### La Paz
- 1985 - Old Habits Die Hard
- 1988 - The Amy Tapes
- 2012 - Granite
- 2013 - The Dark and the Light

### Midnight Blue
- 1994 - Take the Money and Run

### Ritchie Blackmore's Rainbow
- 1995 - Stranger in Us All
- 2013 - Black Masquerade

### Chain
- 1997 - Eros of Love and Destruction

### Cornerstone
- 2000 - Arrival
- 2002 - Human Stain
- 2003 - Once upon Our Yesterdays
- 2005 - In Concert
- 2007 - Two Tales of One Tomorrow

### Yngwie J. Malmsteen
- 2002 - Attack!!
- 2005 - Unleash the Fury

### Liesegang / White
- 2005 - Visual Surveillance of Extreme

### M3
- 2005 - Chasing Shadows

### Empire
- 2007 - Rough an' Ready

### Rata Blanca
- 2009 - The Forgotten Kingdom (version anglaise)

### Demon's Eye
- 2011 - The Stranger Within
- 2011 - Under the Neon

### En solo
- 2011 - As Yet Untitled

### Michael Schenker's Temple of Rock
- 2012 - Temple of Rock - Live in Europe
- 2013 - Bridge the Gap
- 2015 - Spirit on a Mission

### WAMI (White/Appice/Mendoza/Iggy)
- 2014 - Kill The King